# Bill Pope
Bill Pope (Bowling Green, Kentucky; 19 de junio de 1952) es un director de fotografía y cineasta estadounidense. Es principalmente conocido por sus colaboraciones junto a los directores Sam Raimi y Edgar Wright, y por su trabajo en la trilogía de Matrix, donde desarrolló la cinematografía virtual. Además ha creado varios videos musicales para artistas como Chris Isaak y Metallica, y dirigió ocho episodios de la serie documental Cosmos: A Spacetime Odyssey.
Estudió en la Universidad de Nueva York, donde obtuvo una licenciatura en bellas artes. Antes de graduarse, trabajó como director de fotografía en la película The Sixth Week, que ganó el premio al mejor documental en los Student Academy Awards de 1978.

## Filmografía

### Cine
| Año  | Título                                     | Director                    | Notas                                                     |
| ---- | ------------------------------------------ | --------------------------- | --------------------------------------------------------- |
| 1990 | Darkman                                    | Sam Raimi                   |                                                           |
| 1991 | Closet Land                                | Radha Bharadwaj             |                                                           |
| 1992 | El ejército de las tinieblas               | Sam Raimi                   |                                                           |
| 1993 | Fire in the Sky                            | Robert Lieberman            |                                                           |
| 1994 | Cheque en blanco                           | Rupert Wainwright           |                                                           |
| 1995 | Clueless                                   | Amy Heckerling              |                                                           |
| 1996 | Bound                                      | Hermanas Wachowski          | Nominado – Independent Spirit Award a la mejor fotografía |
| 1997 | Gridlock'd                                 | Vondie Curtis-Hall          |                                                           |
| 1998 | Zero Effect                                | Jake Kasdan                 |                                                           |
| 1999 | The Matrix                                 | Hermanas Wachowski          | Nominado – BAFTA a la mejor fotografía                    |
| 2000 | Al diablo con el diablo                    | Harold Ramis                |                                                           |
| 2003 | The Matrix Reloaded                        | Hermanas Wachowski          |                                                           |
| 2003 | The Matrix Revolutions                     | Hermanas Wachowski          |                                                           |
| 2004 | Spider-Man 2                               | Sam Raimi                   | Nominado – Premio Satellite a la mejor fotografía         |
| 2004 | Team America: World Police                 | Trey Parker                 |                                                           |
| 2006 | Fur                                        | Steven Shainberg            |                                                           |
| 2007 | Spider-Man 3                               | Sam Raimi                   |                                                           |
| 2008 | The Spirit                                 | Frank Miller                |                                                           |
| 2010 | Scott Pilgrim vs. the World                | Edgar Wright                |                                                           |
| 2012 | Chasing Mavericks                          | Michael Apted Curtis Hanson |                                                           |
| 2012 | Men in Black 3                             | Barry Sonnenfeld            |                                                           |
| 2013 | The World's End                            | Edgar Wright                |                                                           |
| 2016 | El libro de la selva                       | Jon Favreau                 | Nominado – Premio Satellite a la mejor fotografía         |
| 2017 | Baby Driver                                | Edgar Wright                |                                                           |
| 2019 | Alita: Battle Angel                        | Robert Rodriguez            |                                                           |
| 2019 | The Kid Who Would Be King                  | Joe Cornish                 |                                                           |
| 2019 | Los ángeles de Charlie                     | Elizabeth Banks             |                                                           |
| 2020 | The Boys in the Band                       | Joe Mantello                |                                                           |
| 2021 | Shang-Chi y la leyenda de los Diez Anillos | Destin Daniel Cretton       |                                                           |
| 2024 | Unfrosted                                  | Jerry Seinfeld              |                                                           |

### Televisión
- 1992 - American Playhouse (1 episodio)
- 1998 - Maximum Bob (1 episodio)
- 1999 - Freaks and Geeks (1 episodio)
- 2014 - Cosmos: A Spacetime Odyssey (13 episodios)
- 2016 - Preacher (1 episodio)

### Videos musicales
- 1983 - "Hold Back the Night" de Aldo Nova
- 1985 - "Dancin'" de Chris Isaak
- 1985 - "Gone Ridin'" de Chris Isaak
- 1986 - "Nasty" de Janet Jackson
- 1986 - "Mercy Street" de Peter Gabriel
- 1986 - "Red Rain" de Peter Gabriel
- 1987 - "We'll Be Together" de Sting
- 1987 - "The Ledge" de The Replacements
- 1988 - "In Your Room" de The Bangles
- 1988 - "I Did It For Love" de Night Ranger
- 1989 - "One" de Metallica
- 1990 - "Without You" de Mötley Crüe
- 1995 - "Somebody's Crying" de Chris Isaak
- 1995 - "Go Walking Down There" de Chris Isaak
- 2014 - "Gust of Wind" de Pharrell Williams
- 2018 - "Colors" de Beck